# Pierre Marie Hilaire
Pierre Marie Hilaire (ur. 19 listopada 1965 w Deshaies) – francuski lekkoatleta, specjalizujący się w biegu na 400 metrów. 

## Najważniejsze osiągnięcia
| Rok  | Rodzaj zawodów            | Miasto    | Konkurencja        | Miejsce | Wynik   |
| ---- | ------------------------- | --------- | ------------------ | ------- | ------- |
| 1994 | Mistrzostwa Europy        | Helsinki  | Sztafeta 4 x 400 m | 2.      | 3:01,11 |
| 1994 | Igrzyska frankofońskie    | Paryż     | Bieg na 400 m      | 1.      | 46,16   |
| 1996 | Halowe mistrzostwa Europy | Sztokholm | Bieg na 400 m      | 2.      | 46,82   |
| 1997 | Halowe mistrzostwa Świata | Paryż     | Sztafeta 4 x 400 m | 3.      | 3:09,68 |

W 1994 i 1996 sięgnął po złote medale halowych mistrzostw Francji w biegu na 400 metrów.
W 1993 Hilaire biegł na drugiej zmianie francuskiej sztafety 4 x 400 metrów, która zajęła 4. miejsce na mistrzostwach świata w Stuttgarcie ustanawiając rekord Francji – 3:00,09. Wynik ten został poprawiony dopiero podczas mistrzostw świata w 2003.

## Rekordy życiowe
- Bieg na 300 metrów – 32,92 (1999)
- Bieg na 400 metrów – 45,65 (1995)